# Сапиев, Асланбек Тимурович
Асланбе́к Тиму́рович Сапи́ев (род. 27 марта 1993, Владикавказ, Северо-Осетинская АССР) — российский парафутболист, нападающий паралимпийской сборной России. Чемпион Паралимпийских игр 2012 по футболу 7×7, чемпион мира, заслуженный мастер спорта России.

## Награды
- Орден Дружбы (10 сентября 2012) — за большой вклад в развитие физической культуры и спорта, высокие спортивные достижения на XIV Паралимпийских летних играх 2012 года в городе Лондоне (Великобритания)[1].
- Заслуженный мастер спорта России (2012).